# North British Motor Manufacturing Company
North British Motor Manufacturing Company Ltd. war ein britischer Hersteller von Automobilen.

## Unternehmensgeschichte
D. McKay Drummond leitete McKinnel’s Foundry, die Dampfzugmaschinen, Eisenbrücken und Geräte für die Landwirtschaft herstellten. 1907 stellte er ein Automobil für den Eigenbedarf her. Im gleichen Jahr gründete er ein eigenständiges Unternehmen in Dumfries und begann mit der Serienproduktion. Der Markenname lautete bis 1909 Drummond, danach NB. 1911 endete die Produktion. Insgesamt entstanden über 125 Fahrzeuge. Arrol-Johnston übernahm das Unternehmen.

## Fahrzeuge

### Markenname Drummond
Der erste 20/24 HP mit Vierzylindermotor blieb ein Einzelstück. Darauf folgten zwei Serienmodelle, beide ebenfalls mit Vierzylindermotoren. Der wassergekühlte Motor des 14/16 HP hatte 95 mm Bohrung, 102 mm Hub und 2893 cm³ Hubraum. Bei einem Radstand von 2591 mm war das Fahrzeug 3581 mm lang und 1600 mm breit. Der 20/24 HP hatte einen größeren Hubraum. Die Motoren waren vorne im Fahrzeug montiert und trieben über eine Kardanwelle die Hinterachse an. Zur Wahl standen zwei- und viersitzige Karosserien.

### Markenname NB
Das einzige Modell war der 10 HP. Ein Zweizylindermotor mit 1652 cm³ Hubraum trieb das Fahrzeug an.